# Noa Gottfried Elwert

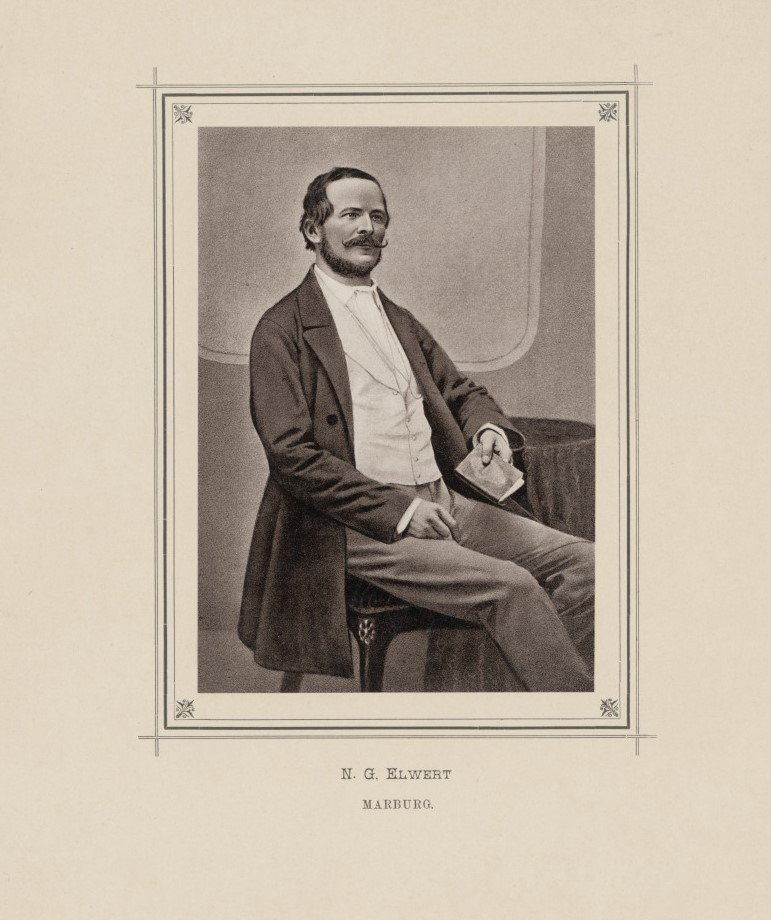
Der Verleger und Buchhändler Noa Gottfried Elwert, Inhaber der N. G. Elwertschen Buchhandlung in Marburg, um 1890

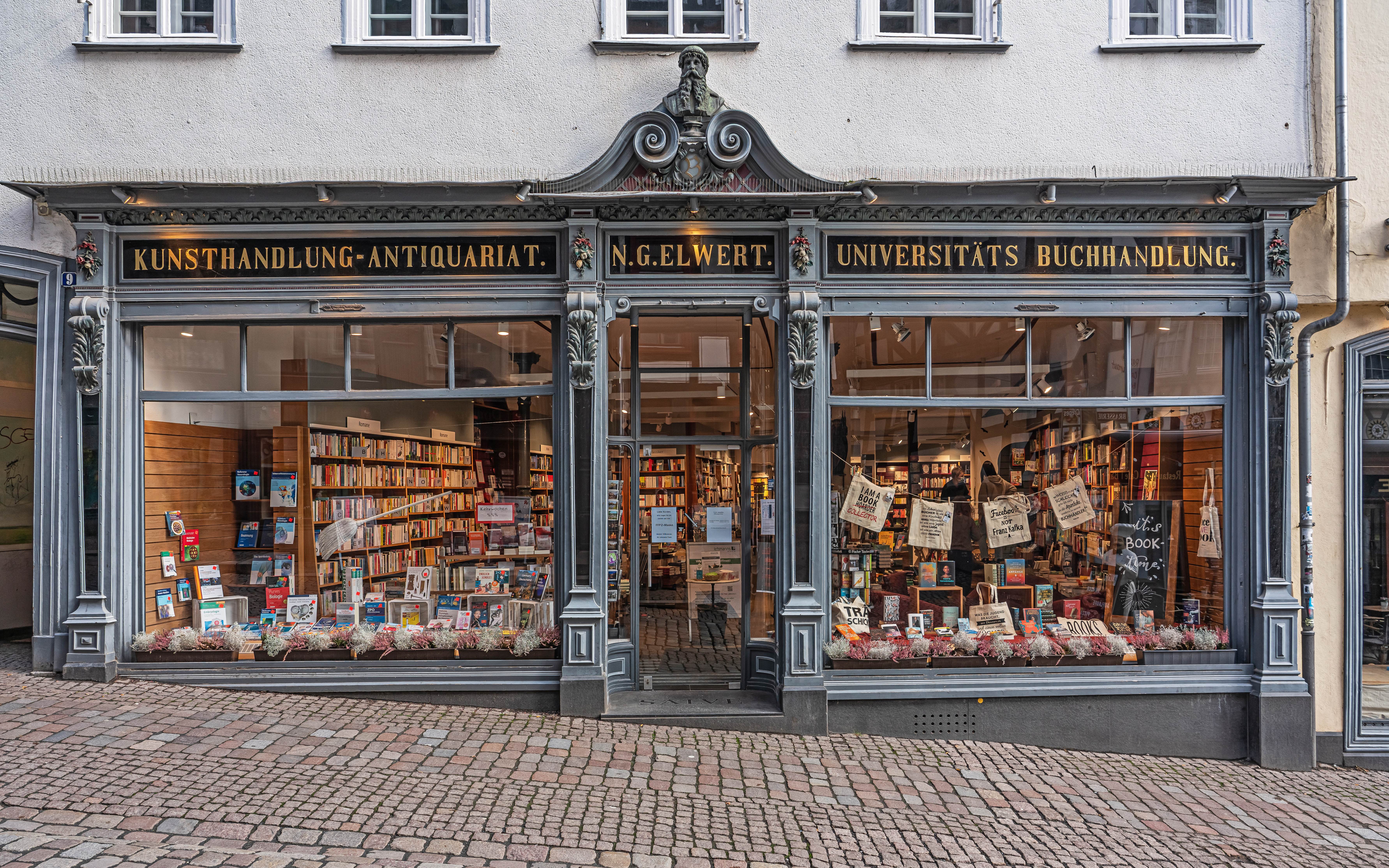
Die Elwertsche Universitätsbuchhandlung in Marburg, heute eine Filiale der Lehmanns Media Gruppe

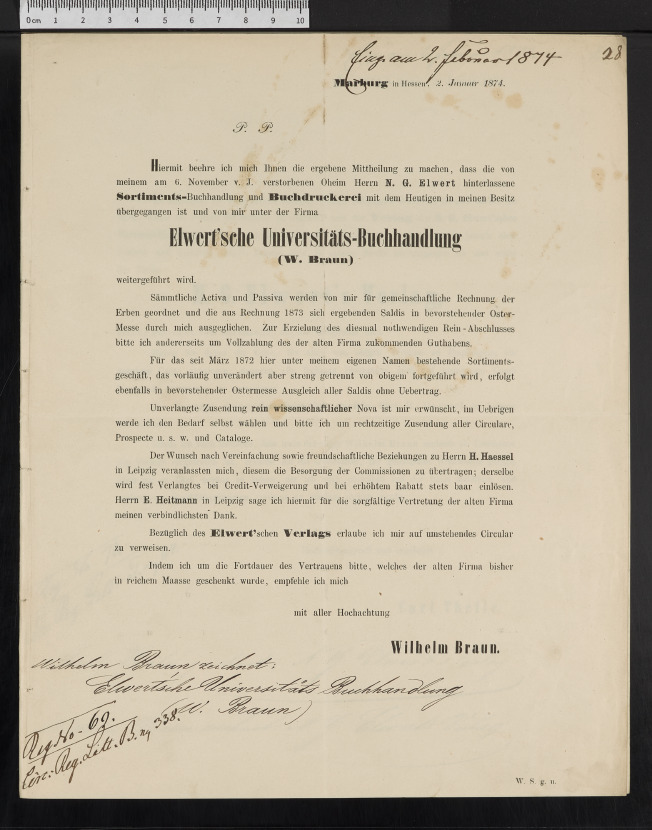
Ankündigung der Übernahme der Elwertschen Universitätsbuchhandlung in Marburg durch Wilhelm Braun

Noa Gottfried Elwert (* 9. September 1807 in Reutlingen; † 6. November 1873 in Marburg) war ein deutscher Buchhändler und Verleger.

## Leben
Elwert lernte zunächst in Reutlingen das Handwerk des Buchdruckers und danach in Cannstatt den Buchhandel. Nach mehreren Jahren Tätigkeit an unterschiedlichen Orten (u. a. in Ludwigsburg und in Frankfurt am Main bei Johann David Sauerländer) begann er als Gehilfe in der 1783 von Johann Christian Krieger gegründeten Akademischen Buchhandlung in Marburg, der auch ein Verlag (»Neue Akademische Verlagsbuchhandlung«, später auch »Krieger«) und eine Druckerei angeschlossen waren.
Zum 1. Januar 1831 erwarb Elwert die noch heute bestehende (Universitäts-)Buchhandlung von Christian Carl Kempf, dem Schwiegersohn Kriegers, der sein Hauptgeschäft schon Jahre vorher nach Kassel verlegt hatte.
Elwert führte sowohl die Buchhandlung als auch den Verlag weiter und firmierte seit 1831 unter »N. G. Elwertsche Universitäts - Buchhandlung«. Zum Verlagsprogramm zählten vorwiegend akademische Publikationen inklusive einiger wissenschaftlicher Zeitschriften (einige davon nur für einige Jahre bei Elwert erschienen) sowie regionalkundliche Werke. Besonders im Segment der wissenschaftlichen Publikationen brachte er zwar einige sehr wertvolle Beiträge zu den einzelnen Wissenschaften heraus, diese waren aber nur wenig profitabel, da nicht selten nur wenige Exemplare überhaupt verkauft werden konnten. Dies führte dazu, dass Elwert, obwohl von vielen Wissenschaftlern für sein Engagement und seine Bereitschaft, ihre Werke zu drucken, geschätzt, vor allem in den 1830er und 1840er Jahren unter Geldsorgen litt.
Es gab allerdings auch einige sehr erfolgreiche Titel, darunter
- Carl Adolph von Vangerow. Lehrbuch der Pandekten erschienen in 7 Auflagen (1842–1876)
- August Friedrich Christian Vilmar (1800–1868). Geschichte der deutschen National-Litteratur, erschienen in 26 Auflagen (1848–1905)
- August Friedrich Christian Vilmar (1800–1868). Anfangsgründe der deutschen Grammatik, erschienen in 7 Auflagen (1839–1875)

## Die Elwertsche Verlagsbuchhandlung nach dem Tod Elwerts 1873
Nach seinem Tod übernahm sein Neffe Wilhelm Braun die Buchhandlung und die Druckerei, während der Verlag unter der neuen Firma »N. G. Elwert'sche Verlagsbuchhandlung« von Wilhelm Braun und seinem Mitarbeiter Carl Theile gemeinsam fortgeführt wurde. Theile starb jedoch bereits am 22. Juli 1878, woraufhin Wilhelm Braun alleiniger Leiter und Inhaber des Verlags wurde.